# Nakasone Hirofumi
Nakasone Hirofumi (中曽根 弘文 Trung Tằng Căn Hoằng Văn,  sinh ngày 28 tháng 11 năm 1945) là chính khách Nhật Bản từ Takasaki, Gunma, từng giữ chức vụ Bộ trưởng Bộ Ngoại giao Nhật Bản cho đến tháng 9 năm 2009. Ông là Bộ trưởng Bộ Giáo dục dưới thời Thủ tướng Chính phủ Mori Yoshirō. Ông là con trai của cựu Thủ tướng Chính phủ Nakasone Yasuhiro.
Nakasone được Thủ tướng Chính phủ Obuchi Keizō bổ nhiệm với tư cách là người đứng đầu Cơ quan Khoa học và Công nghệ vào đầu tháng 10 năm 1999. Trong Nội các của Thủ tướng Chính phủ Asō Tarō, được chỉ định vào ngày 24 tháng 9 năm 2008, Nakasone được bổ nhiệm làm Bộ trưởng Bộ Ngoại giao Nhật Bản.

## Những năm đầu
Nakasone sinh tại tỉnh Gunma vào năm 1945 và tốt nghiệp Đại học Keio với bằng về kinh doanh và thương mại.
Sau khi tốt nghiệp, ông làm việc một thời gian ngắn tại Asahi Kasei và sau đó trở thành trợ lý đặc biệt cho Thủ tướng Chính phủ Nakasone Yasuhiro và thư ký cho Chủ tịch Đảng Dân chủ Tự do Nhật Bản.
Nakasone đã trở thành một thành viên của Tham Nghị viện (Thượng viện Nhật Bản) kể từ khi được bầu vào năm 1986.